# آشار (داغستان)
آشار (به لاتین: Ashar) یک منطقهٔ مسکونی در روسیه است که در داغستان واقع شده‌است.